# Aleyna Tilki
Aleyna Tilki (Konya, Turquía, 28 de marzo de 2000) es una cantante, compositora y actriz turca, perteneciente al sello Doğan Music Company y Warner Music Group.

## Carrera
Tilki nació en Konya el 28 de marzo de 2000. Su padre es de Konya, cuya familia es de ascendencia turca que emigró de Rusia, mientras que su madre es de la localidad de Of, Trabzon.
A la edad de catorce años, fue semifinalista en la sexta temporada de Yetenek Sizsiniz Türkiye, versión turca del programa de talentos estadounidense Got Talent. Llamó la atención del público por su versión de «Gesi Bağları» en el programa. Logró reconocimiento nacional después del lanzamiento de su canción «Cevapsız Çınlama» junto con su vídeo musical, que acumuló rápidamente más de 490 millones de visitas en YouTube. Se considera el vídeo musical turco más visto en la plataforma. La canción alcanzó la posición número 2 en la lista de tendencias de Turquía.
Aleyna Tilki lanzó su primer sencillo en solitario «Sen Olsan Bari» en julio de 2017, que se convirtió en el número 1 en las listas de éxitos de Turquía.
Tilki dejó temporalmente Turquía para completar su formación en inglés y se instaló en Los Ángeles en noviembre de 2017. En noviembre de 2019, se anunció que estaba en negociaciones con Warner Music Group para producir un nuevo álbum y cuatro sencillos. Esto la convertiría en la primera cantante turca en trabajar con esta compañía.
En 2020, acordó una serie de proyectos en la plataforma digital Exxen, propiedad de Acun Ilıcalı. La serie comparte el nombre similar a su canción «İşte Bu Benim Masalım», donde compartió los papeles principales junto a Cemal Can Canseven en la serie, que se estrenó en 2021.

## Discografía

### Como artista principal

#### Sencillos
| Año  | Título                |
| ---- | --------------------- |
| 2017 | «Sen Olsan Bari»      |
| 2019 | «Nasılsın Aşkta»      |
| 2020 | «Yalan»               |
| 2020 | «Bu Benim Masalım»    |
| 2021 | «Retrograde»          |
| 2021 | «Sır»                 |
| 2022 | «Take It or Leave It» |
| 2022 | «Aşk Ateşi»           |
| 2022 | «Tanırım İntiharı»    |
| 2023 | «Başıma Belasın»      |
| 2024 | «Bedel»               |
| 2024 | «Sultanım»            |

#### Remixes
| Año  | Título                                              |
| ---- | --------------------------------------------------- |
| 2021 | «Retrograde (Galantis Remix)»                       |
| 2021 | «Retrograde (Vintage Culture Remix)»                |
| 2022 | «Real Love (Valentino Khan Remix)»                  |
| 2022 | «Real Love (Shelco Garcia & Teenwolf Remix)»        |
| 2022 | «Real Love (Sak Noel & Salvi & Franklin Dam Remix)» |

#### Soundtracks
| Año  | Título                  | Película / Serie      |
| ---- | ----------------------- | --------------------- |
| 2019 | «Gitme» (demo)          |                       |
| 2021 | «Nehir»                 | İşte Bu Benim Masalım |
| 2021 | «Trol» (con Ayça Tilki) | İşte Bu Benim Masalım |
| 2021 | «Kabus»                 | İşte Bu Benim Masalım |
| 2021 | «Yok Sırlarım»          | İşte Bu Benim Masalım |
| 2021 | «Dans Et»               | İşte Bu Benim Masalım |
| 2021 | «Geçer Mi»              | İşte Bu Benim Masalım |
| 2021 | «Delibozuk»             | İşte Bu Benim Masalım |
| 2021 | «Kim Derdi»             | İşte Bu Benim Masalım |
| 2021 | «Benim Aşkım Kimmiş»    | İşte Bu Benim Masalım |
| 2021 | «Kalbimde»              | İşte Bu Benim Masalım |
| 2021 | «Perde»                 | İşte Bu Benim Masalım |
| 2021 | «Masum Değil»           | İşte Bu Benim Masalım |
| 2021 | «Hayalimden Yapılmışım» | İşte Bu Benim Masalım |
| 2021 | «Bi' Kapışma Var Şimdi» | Dimes (comercial)     |

### Como artista invitada
| Año  | Título                              | Artista         | Álbum                               |
| ---- | ----------------------------------- | --------------- | ----------------------------------- |
| 2016 | «Cevapsız Çınlama»                  | Emrah Karaduman | s/a                                 |
| 2018 | «Yalnız Çiçek» (cover)              | Emrah Karaduman | Yıldız Tilbe'nin Yıldızlı Şarkıları |
| 2018 | «Dipsiz Kuyum»                      | Emrah Karaduman | BombarDuman                         |
| 2018 | «Sevmek Yok»                        | Emrah Karaduman | BombarDuman                         |
| 2021 | «Real Love»                         | Dillon Francis  | Happy Machine                       |
| 2022 | «Sen Affetsen Ben Affetmem» (cover) | Taksim Trio     | s/a                                 |
| 2022 | «Diamonds»                          | Jubël           | s/a                                 |
| 2023 | «Bir Gün Ol Yerimde»                | Doğu Swag       | s/a                                 |

## Filmografía

### Televisión
| Año  | Título                   | Rol        | Notas                      |
| ---- | ------------------------ | ---------- | -------------------------- |
| 2014 | Yetenek Sizsiniz Türkiye | Ella misma | Competidora                |
| 2016 | O Ses Türkiye            | Ella misma | Artista invitada           |
| 2018 | Survivor 2018            | Ella misma | Artista invitada           |
| 2021 | İşte Bu Benim Masalım    | Aleyna     | Rol principal. 8 episodios |

### Comerciales
- 2018: Fuse Tea[13]
- 2018: Loft
- 2019-2020: Cornetto
- 2021: Dimes[14]
- 2022: Puma

## Premios y nominaciones
| Año  | Premio                                      | Categoría                  | Nominación                      | Resultado | Ref.   |
| ---- | ------------------------------------------- | -------------------------- | ------------------------------- | --------- | ------ |
| 2016 | Radio Aydın Music Awards                    | Dueto del año              | «Cevapsız Çınlama»              | Ganadora  | [ 15 ] |
| 2017 | Golden Butterfly Awards                     | Mejor Newcomer             | Aleyna Tilki                    | Ganadora  | [ 16 ] |
| 2017 | Golden Butterfly Awards                     | Mejor vídeo musical        | «Sen Olsan Bari»                | Nominada  | [ 16 ] |
| 2017 | Golden Butterfly Awards                     | Canción del año            | «Sen Olsan Bari»                | Nominada  | [ 16 ] |
| 2018 | Fizy Music Awards                           | Mejor Newcomer             | Aleyna Tilki                    | Ganadora  | [ 17 ] |
| 2018 | Fizy Music Awards                           | Mejor vídeo musical        | «Sen Olsan Bari»                | Ganadora  | [ 17 ] |
| 2018 | Golden Butterfly Awards                     | Mejor artista pop femenina | Aleyna Tilki                    | Ganadora  | [ 18 ] |
| 2020 | Golden Butterfly Awards                     | Mejor cantante femenina    | Aleyna Tilki                    | Nominada  | [ 19 ] |
| 2021 | Head & Shoulders Number1 Video Music Awards | Mejor artista femenina     | Aleyna Tilki                    | Ganadora  | [ 20 ] |
| 2021 | Head & Shoulders Number1 Video Music Awards | Canción del año            | «Retrograde»                    | Nominada  | [ 20 ] |
| 2021 | Head & Shoulders Number1 Video Music Awards | Mejor soundtrack de TV     | «İşte Bu Benim Masalım (Nehir)» | Nominada  | [ 20 ] |
| 2022 | Head & Shoulders Number1 Video Music Awards | Mejor artista femenina     | Aleyna Tilki                    | Ganadora  |        |